# アスカニア・ノヴァ生物圏保護区
アスカニア・ノヴァ生物圏保護区（アスカニア・ノヴァせいぶつけんほごく、ウクライナ語: Біосферний заповідник «Асканія-Нова» ім. Ф. Е. Фальц-Фейна）は、ウクライナのヘルソン州に位置する科学研究機関であり、ウクライナ国立農業科学院の管轄下にある国立生物圏保護区である。1898年にフレデリック・ファルツ＝フェインによって設立された。ヨーロッパ最大のステップ保護区であり、年間約14万人の観光客が訪れる。

## 歴史
保護区の名称は、1841年にこの地域の前所有者であったドイツの貴族フェルディナント・フリードリヒ (アンハルト＝ケーテン公)が、自身のドイツの領地「アスカニア」にちなんで名付けたことに由来する。1920年代には「チャプリー」（ウクライナ語: Чаплі、低地を意味する）と呼ばれ、現在も保護区内の最大の低地「大チャプリー低地」にその名が残る。

### 設立と発展（19世紀）
アスカニア・ノヴァの地域は青銅器時代から人が住み、11世紀 - 13世紀の石像が発見されている。1828年、ロシア帝国下でドイツの貴族フェルディナント・フリードリヒ (アンハルト＝ケーテン公)が土地を購入し、1856年にフェイン家に売却。後にフレデリック・ファルツ＝フェインが1874年に動物園、1887年に植物園、1898年に未開墾ステップの保護区を設立した。

### ソビエト時代（1900 - 1950年代）
1919年にウクライナ人民共和国下で「国立自然公園」に指定され、1921年にソビエト連邦下で「ウクライナ国立ステップ保護区」に改称。1932年から1956年まで動物交雑・順化研究所として運営され、1933年の大規模な逮捕で自然保護機能が衰退した。

### 復興と現代（1980 - 2000年代）
1983年にユネスコの生物圏保護区に指定され、1984年に国際生物圏保護区ネットワークに登録。1995年に保護区の地位が回復し、2021年以降はビクトル・シャポワルが所長を務める。

### ロシア・ウクライナ戦争
2022年2月24日のロシアの侵攻により、保護区はロシアの占領下に置かれた。2023年3月までウクライナ側が管理を継続したが、ロシア側が占領政権を設置。希少動物がロストフに搬出されるなど、危機的状況が続く。

## 地理
保護区は、黒海とアゾフ海に隣接する黒海低地に位置する。標高は-5 m（クヤルニツキー潟付近）から179 m で、平均90–150 m である。地質的には黒海盆地の一部であり、古第三紀および新第三紀の海洋堆積物（粘土、砂、砂岩、石灰岩）や、第四紀の大陸性堆積物（赤褐色粘土、レス、レス状ローム）で構成される。

### 大チャプリー低地
大チャプリー低地は、周囲より約9 m 低い湿地で、融雪水が集まる。約1,000頭の野生有蹄動物が放牧され、稀少な湿生植物として Damasonium alisma（オモダカ科）や、ウクライナレッドデータブックに収録されているムレスズメ属の一種 Caragana scythica（マメ科）、ハネガヤ属植物（Stipa ucrainica、Stipa lessingiana、Stipa capillata；イネ科）、チューリップ属植物（Tulipa schrenki、Tulipa scythica；ユリ科）、コバンユリ Fritillaria meleagris（ユリ科）などが生育する。

## 構造
保護区の総面積は33,307.6ヘクタールで、11,054ヘクタールが「保護ゾーン」に指定される。北部、大チャプリー低地、南部の3区域に分けられる。

### 植物園
1887年設立、167ヘクタール。約1,000種の樹木・低木が植えられ、池やパビリオン「グロット」が特徴。1936年の映画『キャプテン・グラントの子供たち』の撮影地。

### 動物園
約800種の野生有蹄類（モウコノウマ、バイソン、アンテロープ、ラマ）や鳥類（ダチョウ、フラミンゴ、レア）を飼育。鳥類公園には60種以上の鳥が生息。

## 生物多様性

### 植物相
維管束植物は約509種が記録されている。絶滅危惧種のうち、IUCNレッドリスト掲載種 6種、ヨーロッパレッドリスト掲載種 9種、ウクライナレッドデータブック掲載種 20種、ベルン条約付属書I掲載種 2種が本保護区内で確認されている。

### 動物相
約1,160種の節足動物、2種の両生類、7種の爬虫類、25種の哺乳類、270種以上の鳥類（107種が営巣）が記録される。多くの種がウクライナレッドデータブックに掲載されている。

## 顕彰
1998年に設立100周年記念コインが発行された。2008年に「ウクライナ七絶景」に選ばれ、2009年に「新・世界七不思議 自然版」コンテストでウクライナを代表した。

## ギャラリー

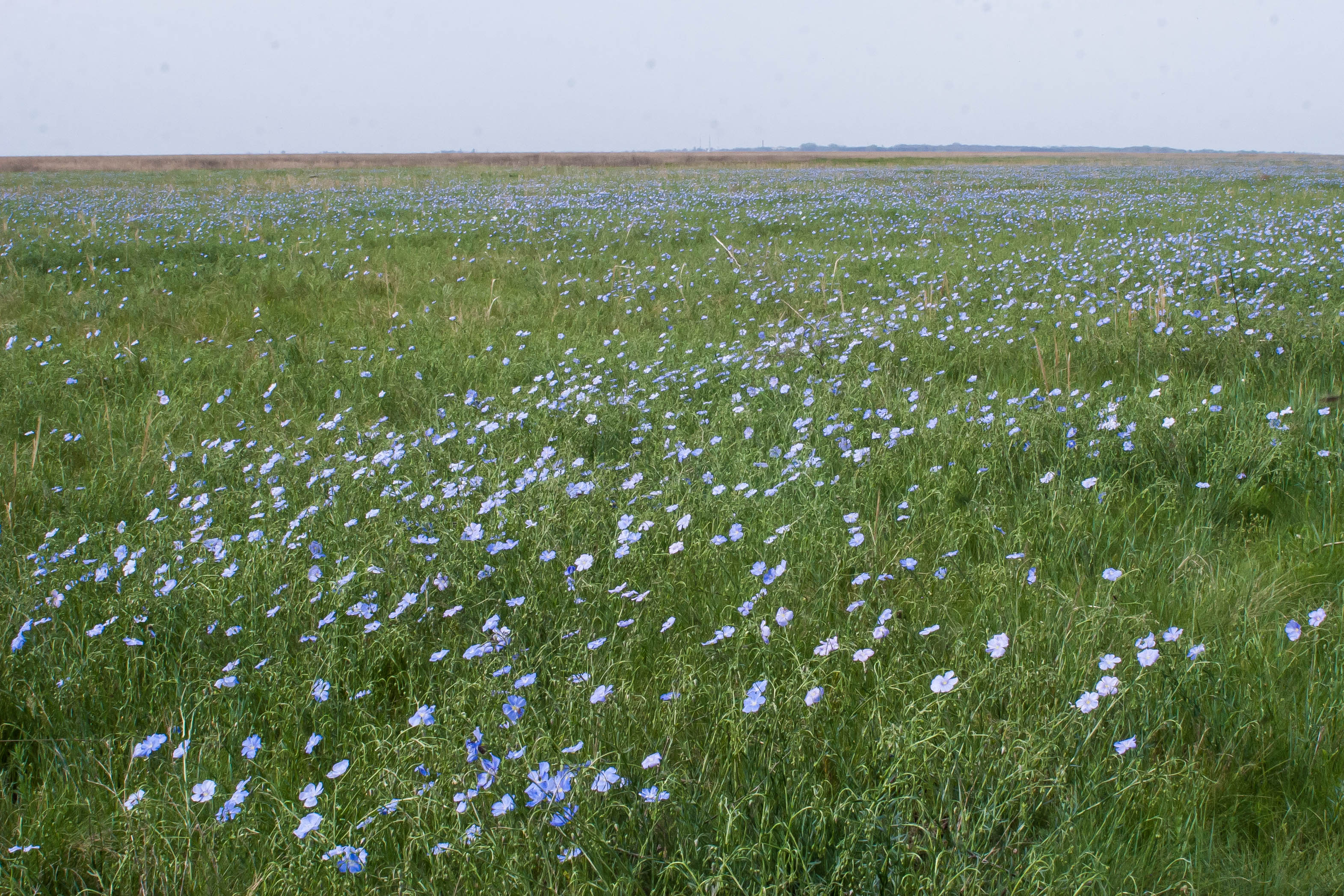
春のステップ、アマ属の花が咲く
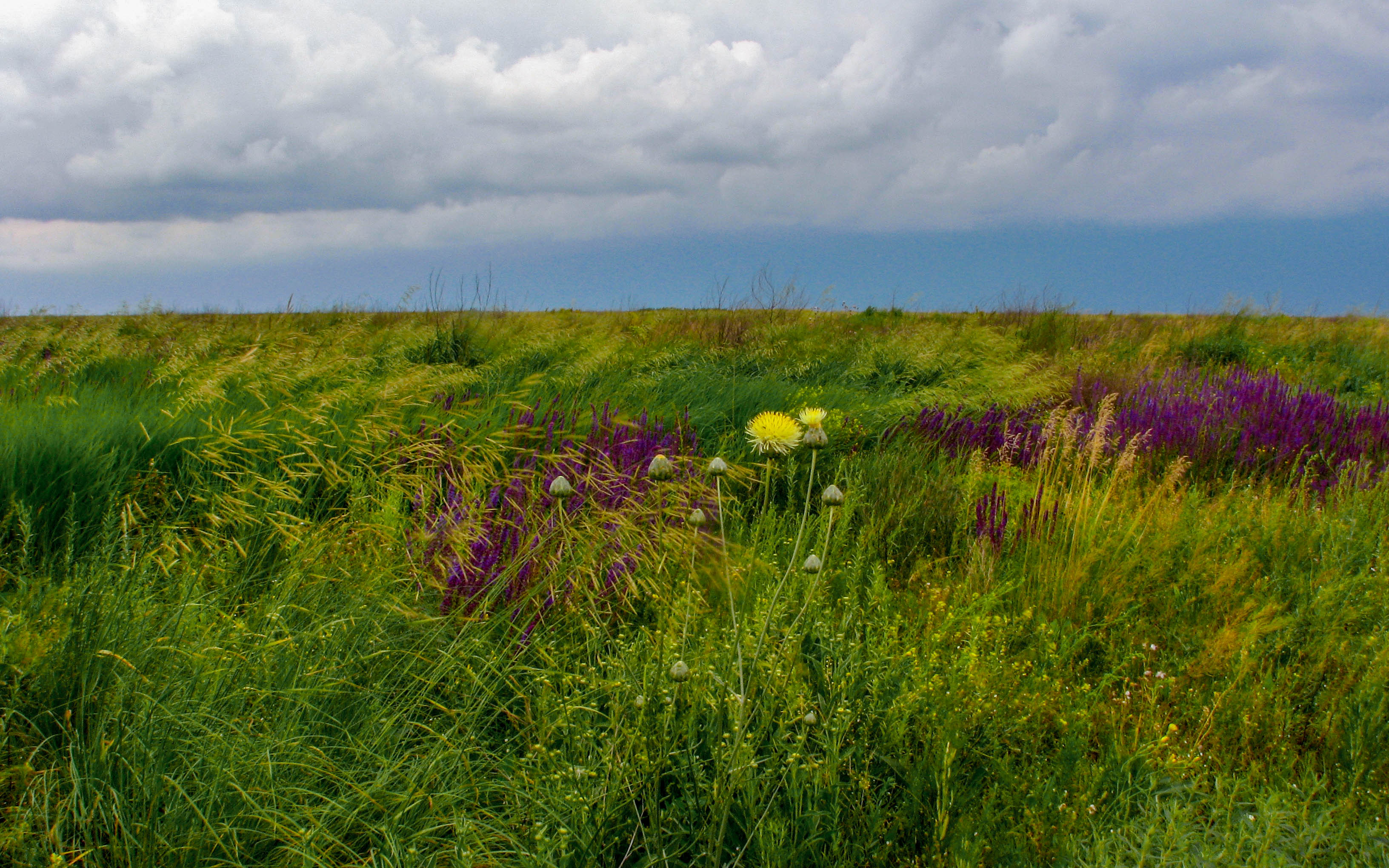
夏のステップ
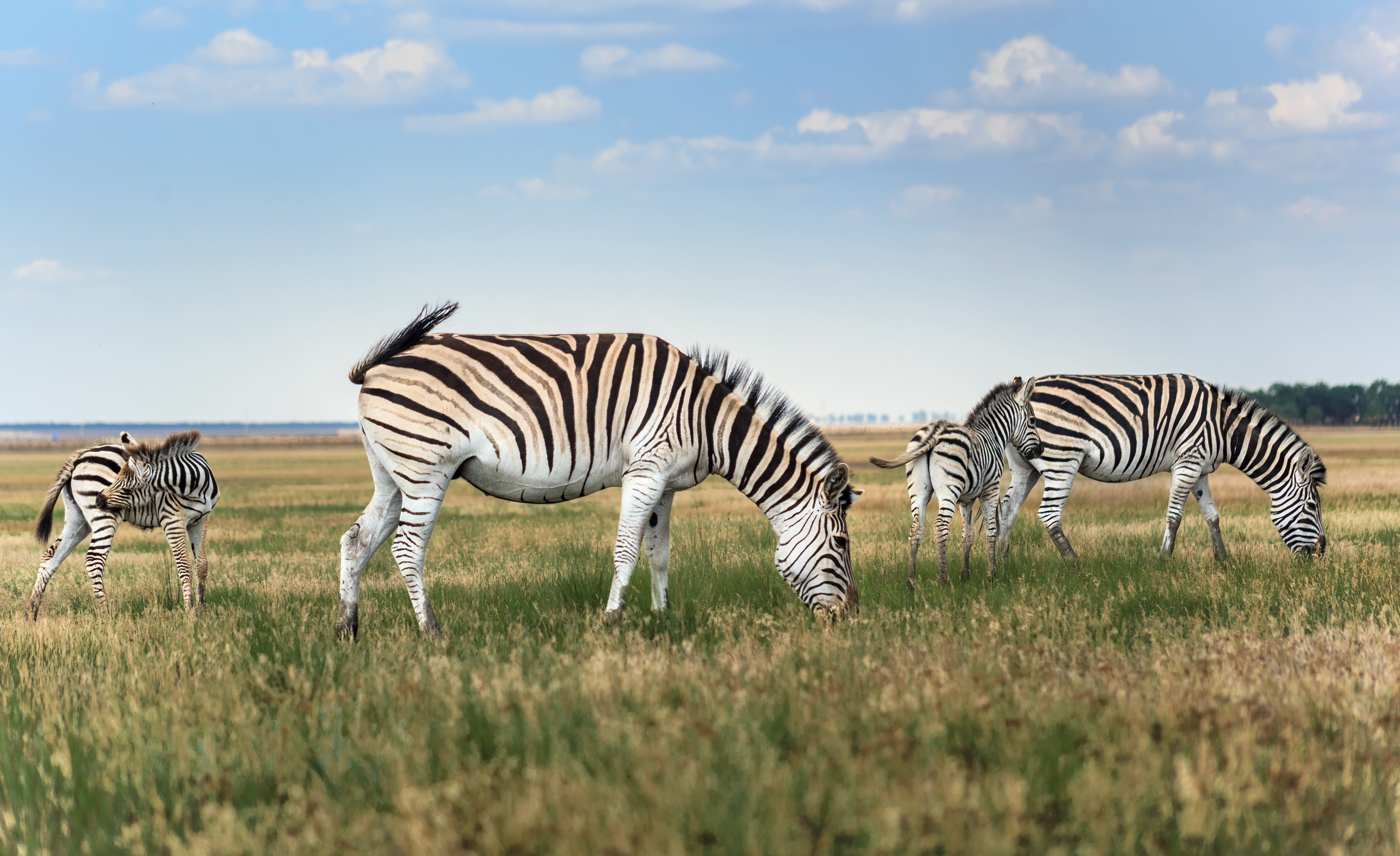
保護区内のシマウマ